# San Vicente (Palawan)
San Vicente es una municipalidad que se encuentra en la provincia de Palawan, en Filipinas. De acuerdo con el censo del año 2015, tiene una población de 31.232 habitantes. Esta municipalidad tiene 1.462,94 km² .
Transporte: la ciudad tiene un Aeropuerto que la conecta.

## Barangays
San Vicente está subdividido políticamente en 10 barangays:
- Alimanguan (4711 hab.)
- Binga (1600 hab.)
- Caruray (4.534 hab.)
- Kemdeng (1044 hab.)
- New Agutaya (3.384 hab.)
- New Canipo (1.426 hab.)
- Port Barton (5.844 hab.)
- Población (San Vicente) (6.502 hab.)
- San Isidro (908 hab.)
- Santo Niño (1.279 hab.)